# Hans Hacksell
Hans Gunnar Hacksell, född 20 augusti 1938 i Stockholm, död 20 mars 2015 i Nora, var en svensk officer i Armén.

## Biografi
Hacksell blev 1963 fänrik i Armén. År 1965 befordrades han till löjtnant, år 1971 till kapten, år 1974 till major, år 1982 till överstelöjtnant och 1990 till överste.
Hacksell inledde sin militära karriär i Armén vid Livregementets grenadjärer (I 3). Åren 1979–1982 var han avdelningschef vid Infanteriets stridsskola (InfSS). Åren 1982–1985 var han avdelningschef vid Bergslagens militärområdesstab (Milo B). Åren 1985–1986 var han sektionschef och chef för grundutbildningsbataljonen vid Livregementets grenadjärer. Åren 1987–1990 var han avdelnings- och utbildningschef vid Infanteriets stridsskola. Åren 1990–1992 var han chef för Infanteriets officershögskola (InfOHS). Åren 1992–1998 var han chef för Livregementets grenadjärer. Åren 1994–1998 var han även befälhavare för Örebro försvarsområde (I 3/Fo 51). Hacksell gick i pension och lämnade Försvarsmakten 1998. Han är begraven på Vikers kyrkogård.